# دامیان هالاتا
دامیان هالاتا (به آلمانی: Damian Halata) بازیکن فوتبال و هافبک اهل آلمان شرقی بود که از سال ۱۹۸۴ میلادی عضو تیم ملی فوتبال آلمان شرقی بوده‌است. وی در ۴ بازی ملی حضور داشته و در بازی‌های ملی‌اش ۱ گل به ثمر رساند. دامیان هالاتا آخرین بازی ملی خود را در سال ۱۹۸۹ میلادی انجام داد.